# Eria mearnsii
Eria mearnsii är en orkidéart som beskrevs av Leav. Eria mearnsii ingår i släktet Eria och familjen orkidéer.
Artens utbredningsområde är Filippinerna. Inga underarter finns listade i Catalogue of Life.